# Leova
Leova est une ville de Moldavie ayant en 2015 une population d'environ 11 000 habitants.

## Histoire
Avant la Seconde Guerre mondiale, environ un tiers des habitants sont de religion juive, 2 326 personnes. Au déclenchement de la Seconde Guerre mondiale, les Soviétiques occupent la zone à la suite de leur accord avec l'Allemagne, ils déportent une partie des juifs en Sibérie (notamment les plus aisés et ceux du mouvement sionistes). Lors de l'arrivée des allemands en juin 1941, les membres de la communauté juive sont exécutés sur place tandis que d'autres sont déportés dans un camp de concentration situé proche de la ville de Cahul.